# Keith Flint

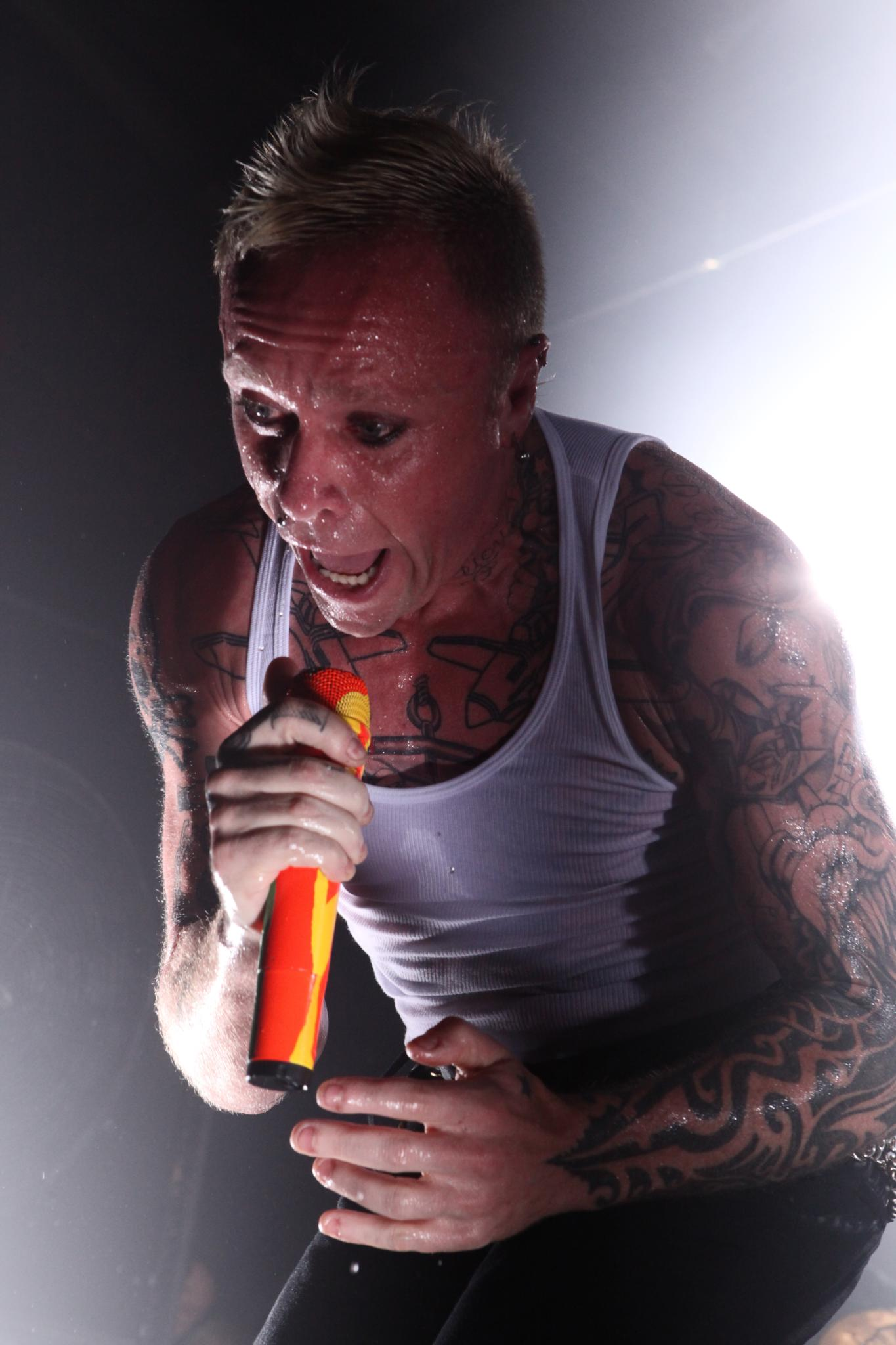
Keith Flint (2009)

Keith Charles Flint (* 17. September 1969 in Redbridge, London; † 4. März 2019 in Great Dunmow, Essex) war ein britischer Sänger, Tänzer und Gründungsmitglied der Band The Prodigy.

## Leben
Flint wurde am 17. September 1969 in Redbridge, London, England, als Sohn von Clive und Yvonne Flint geboren. Er wuchs zunächst in East London auf. Mitte der 70er Jahre zogen seine Eltern nach Springfield, Essex. Flints Kindheit verlief nicht sehr glücklich, seine Eltern ließen sich scheiden. Nach dem Besuch der Boswells School in Chelmsford zog er nach Braintree, Essex. Flint litt unter Legasthenie. Er galt als kluger Junge, störte jedoch im Unterricht und wurde im Alter von 15 Jahren von der Schule verwiesen. Anschließend fand er eine Stelle als Dachdecker. Musikalisch war er in der Acid-House-Szene aktiv.
In den späten 1980er Jahren traf er das spätere Prodigy-Mastermind Liam Howlett in einem Rave-Club und teilte dessen Begeisterung für die elektronische Musik, die von der britischen Underground-Szene inspiriert wurde. Flint bot Howlett an, während dieser die Musik auf der Bühne abspielte, dazu zu tanzen. Wenig später, im Jahr 1990, stieg Flint in Howletts neues Projekt The Prodigy ein.
Flint, der ursprünglich nur als Tänzer auftrat, übernahm 1996 in der Hit-Single Firestarter erstmals die Rolle des Sängers. Auf der nächsten Single Breathe sang Keith Flint erneut. 
Sein erstes Soloalbum namens Device #1 erschien 2003 bei Universal.

## Tod
Am Morgen des 4. März 2019 wurde Flint in seinem Haus in North End in der Nähe von Great Dunmow tot aufgefunden, nachdem die Polizei dorthin gerufen worden war. Die Polizei stufte seinen Tod, der durch Erhängen erfolgt war, als „nicht verdächtig“ ein. Auch sein Bandkollege Liam Howlett ging von einem Suizid aus und verbreitete eine entsprechende Meldung über die offizielle Bandwebseite. Die spätere Obduktion ergab jedoch, dass Flint kurz zuvor größere Mengen Kokain und Alkohol konsumiert hatte, so dass für den Coroner auch ein Unfall in Betracht kommt. Eine genaue Todesursache wurde daher verwaltungsrechtlich nicht festgestellt.
Für David Pfeifer, einen Redakteur der Süddeutschen Zeitung, war Flint „der erste Rockstar der elektronischen Tanzmusik“.